# Dennis Thompson
Dennis Thompson (Detroit, 7 de setembro de 1948 - Taylor, 9 de maio de 2024) foi um baterista estadunidense mais conhecido como membro da banda de rock MC5, do final dos anos 60.

## Biografia
Dennis recebeu o apelido "Machine Gun" (metralhadora) por causa de seu estilo rápido e violento de tocar bateria, que soava como o som de uma metralhadora Thompson (comumente chamada de "Tommy Gun"). Sua maneira de tocar influenciou vários estilos musicais como punk rock, heavy metal e hardcore.
Depois que o MC5 terminou, Dennis foi integrante das bandas The New Order (1975-1976), New Race (1981), Motor City Bad Boys e The Secrets. Em 2001, foi convidado pela Asmodeus X para participar da canção "The Tiger". 
Thopson integrou também a banda DKT MC5 que era composta pelos membros sobreviventes do MC5, e contou com vários convidados para fazer os vocais no lugar do vocalista Rob Tyner falecido em 1991, entre eles Handsome Dick Manitoba (The Dictators), Lemmy (Motorhead), Dave Vanian (The Damned) e Ian Astbury (The Cult).

Thompson sofreu um ataque cardíaco em abril de 2024 e morreu em Taylor, Michigan, em 9 de maio de 2024, aos 75 anos. Ele era o último integrante vivo da banda MC5.